# Саркис Мухибян
Саркис Мухибян (на арменски: Սարգիս Մուհիբյան, 1921 Родосто, Турция – 1981) е български драматичен и филмов актьор от арменски произход.
През 1949 г. е основан Сатиричен театър „Алеко Константинов“, тогава с името „Театър към трудова повинност – Хумор и сатира“ от Стефан Сърчаджиев, драматурга Петър Незнакомов и Енчо Багаров, а първата трупа сърцати актьори са Саркис Мухибян, Наум Шопов, Апостол Карамитев, Георги Парцалев, Каличка Петрова, Лилянов. 
Играе в различни продукции на телевизията като телевизионен театър, хумористични миниатюри и мюзикъли.

## Театрални роли
- „Енергични хора“ (1976) (Василий Шукшин)
- „Дванайсетте стола“ (1958) (Иля Илф и Евгений Петров) – Чарушников

## Телевизионен театър
- „Учителят“ (Ст.Л.Костов)
- „Телерезада“ (1974) (П. К. Яворов) – мюзикъл
- „Тайната на младостта“ (1972) (Миклош Дярваш)
- „Заповед за убийство“ (1968) (Робърт Шекли) – инспектор Дюен

## Филмография
| Година      | Филми и Сериали                  | Серии  | Копродукции | Роля                                                                  |
| ----------- | -------------------------------- | ------ | ----------- | --------------------------------------------------------------------- |
| 1977        | Темната кория                    |        |             | председателят                                                         |
| 1975        | Буна                             |        |             | ръководител в лимонадената фабрика                                    |
| 1974        | Нако Дако Цако                   | 3      |             | мъж от кафенето (в 1-ва: „Коминочистачи“ / боцмана (в 3-та: „Моряци“) |
| 1971        | Демонът на империята             | 10     |             | хаджи Белал ага (в 2 серии: III, VI)                                  |
| 1971        | Таралежите се раждат без бодли   | 3 нов. |             | магазинера бай Танас                                                  |
| 1969 – 1971 | На всеки километър               | 26     |             | майор от запасното разузнавае / офицер от Ласа (в 2 серии: III, ХХI)) |
| 1966        | Джеси Джеймс срещу Локум Шекеров |        |             | Орсън Уелс                                                            |
| 1960        | Дом на две улици                 |        |             | Серафим                                                               |
| 1958        | Любимец №13                      |        |             |                                                                       |